# Kastanjeryggig tangara
Kastanjeryggig tangara (Stilpnia preciosa) är en fågel i familjen tangaror inom ordningen tättingar.

## Utseende
Kastanjeryggig tangara är en spektakulär mångfärgad tangtara. Hanen har kanelbrunt på huvud och rygg, en svart ögonmask och en halmgul övergump. Undersidan är blågrön och vingarna blå med halmgula vingtäckare. Även stjärten är blå. Den liknar hane svartryggig tangara men saknar det svarta på ryggen. Honan är mattare färgad utan hanens ögonmask men med grön rygg och kanelbrun undergump.

## Utbredning och systematik
Fågeln förekommer i östra Paraguay, sydöstra Brasilien, Uruguay och nordöstra Argentina. Den behandlas som monotypisk, det vill säga att den inte delas in i några underarter.

### Släktestillhörighet
Traditionellt placeras arten i släktet Tangara. Genetiska studier visar dock att släktet är polyfyletiskt, där en del av arterna står närmare släktet Thraupis. Dessa resultat har implementerats på olika sätt av de internationella taxonomiska auktoriteterna, där vissa expanderar Tangara till att även inkludera Thraupis, medan andra, som tongivande Clements et al., delar upp Tangara i mindre släkten. I det senare fallet lyfts kanstanjeryggig tangara med släktingar ut till släktet Stilpnia, och denna linje följs här.

## Levnadssätt
Kastanejryggig tangara hittas i fuktiga skogar, inklusive de med Aracuaria och i skogsbryn. Den ses i par och smågrupper och deltar regelbundet i kringvandrande artblandade flockar.

## Status
Arten har ett stort utbredningsområde och beståndet anses stabilt. Internationella naturvårdsunionen IUCN listar den därför som livskraftig (LC).